# Carabine modèle 91/98/23
 (juillet 2023).
La carabine modèle 91/98/23 ( Karabinek wz. 1891/1898/1923 ) souvent abrégée en kbk wz. 91/98/23, et ses variantes wz. 91/98/25 et wz. 91/98/26, étaient une modification par l'armée polonaise du fusil Mosin-Nagant M1891 sous forme de carabine. la base est fusil Mosin-Nagant classique, raccourci et converti pour utiliser la cartouche Mauser 7,92 × 57 mm (8x57 IS) d'origine Allemande.
La carabine a été introduite, à l'origine, comme arme provisoire dans les années 1920, mais a continué à être utilisée jusqu'à ce que l'invasion de la Pologne au début de la Seconde Guerre mondiale. Par la suite certains furent utilisés par l'Allemagne comme matériel capturer.

## Histoire
La Pologne a capturé un grand nombre de fusils Mosin-Nagant de tous types pendant la guerre polono-bolchevique de 1919-1921, y compris des fusils de fabrication russe d' Izhevsky Zavod, de l'usine d'armes de Tula et de l'usine de Sestroretsk ainsi que des fusils Mosin-Nagant de fabrication américaine de Remington et New England Westinghouse (commandé au USA durant la première guerre mondiale). On estime qu'au 20 janvier 1919, environ 20% des fusils utilisés par l'armée polonaise étaient des Mosins; malgré les pertes pendant la guerre, on estime qu'il y avait encore plus de 120 000 fusils Mosin-Nagant provenant de ce conflit, en service dans les force polonais en 1922.
Bien qu'au début des années 1920, l'armée ait décidé d'adopter la carabine modèle 98a basée sur Mauser 98 allemand comme arme standard, leurs quantités d'approvisionnement était initialement faible mais l'Empire allemand et l'Empire ottoman ont démontré pendant la Première Guerre mondiale qu'il était possible de réaléser les Mosins capturés à 7,9x57. Il a donc été décidé de convertir les fusils polonais de la même manière, en les raccourcissant à une taille de carabines dans le même processus. Entre 1924 et 1927, la Centralna Składnica Broni de Varsovie et ARMA Ltd. de Lwów (Lviv moderne) ont modifié environ 77 000 fusils Mosin selon la nouvelle norme adopté. Quelque 3 000 Mosins non modifiés ont été envoyés par SePeWe en Espagne pendant la guerre d'Espagne à bord du SS Cieszyn. Le reste a été vendu sur le marché civil, où ont été utilisés parallèlement à une conversion commerciale belge similaire d'un Mosin connu sous le nom de "8 mm Blindee" parmi les collectionneurs modernes, après avoir été marqué par le banc d'épreuve belges indiquant qu'ils avaient convertis pour des balles FMJ de 7,9 mm.
Les modifications de ces armes comprenaient :
- le rechambrement pour utiliser des munitions Mauser 7,92 × 57 mm et modification du magasin pour alimenter la cartouche sans bourrelet
- le sur-aléser les canons (ou les remplacer par des neufs si besoin)
- raccourcissement de canon d'environ 20 cm (7,87401574 po)
- raccourcissement du montage du canon
- remplacement du montage à baïonnette à pointe russe par un montage nouvellement conçu compatible avec les baïonnettes polonaises et allemandes.
- modification du bloc culasse, raccourcissement également du percuteur
- modification des organes de visée pour mieux s'adapter aux caractéristiques des balles de calibre 7.9
- fabrication de clip de munitions modifié pour accepter le nouveau calibre
- ajout de sangles supplémentaires à la crosse et au berceau

## Variantes
Le wz d'origine. 91/98/23 a utilisé la baïonnette à pointe russe d'origine. En 1925, la conception a été modifiée avec l'ajout d'une barre de montage à baïonnette pour permettre l'utilisation de baïonnettes couteau polonaises et allemandes utilisées sur  les fusils Mauser : le modèle allemand 84/98 et le wz polonais. 22, wz. 24 et wz.25. Il a été immédiatement introduit sous le nom de modèle 91/98/25 ( Karabinek wz. 91/98/25 ). Un an plus tard, la conception a été encore modifiée avec l'ajout d'un éjecteur en deux parties, similaire aux mécanismes utilisés dans les fusils Mauser. La version finale a été acceptée par l'armée polonaise en tant que modèle 91/98/26 ( Karabinek wz. 91/98/26 ) comme arme réglementaire.
|              | Fusil Mosin M1891           | Carabine modèle 91/98/26 |
| ------------ | --------------------------- | ------------------------ |
| Cartouche    | 7.62×54mmR                  | Mauser 7,92 × 57 mm      |
| Longueur     | 1 306 mm (51,4173227822 po) | 1 000 mm (39,3700787 po) |
| Poids chargé | 4,06 kg (8,950767756 lb)    | 3,7 kg (8,15710362 lb)   |

## Utilisation
Initialement le kbk wz. 91/98/23 (et ses modifications ultérieures) a été mis en service en tant que carabine de service standard de la cavalerie polonaise, de l'artillerie montée et de la police militaire. Il a été aussi perçu par 80ème Régiment d'Infanterie de la 20ème Division d'Infanterie. Cependant, en 1929, il a été remplacé dans les unités actives par la carabine Wz. 29 . Les armes restantes ont ensuite été fournies à la police d'État, aux gardes-frontières et à certaines unités de la défense nationale par définition , plus en retrait,. Lors du déclenchement de la Seconde Guerre mondiale et de l'invasion allemande et soviétique de la Pologne, il restait encore quelque 76 400 pièces dans les inventaires polonais, la plupart d'entre elles ont été détruites pendant la guerre et petite partie fut récupérer par les envahisseur.